# امارت سیسیل
امارات سیسیل یا امارت صقلیه یک پادشاهی اسلامی بود که در سال‌های ۸۳۱ تا ۱۰۹۱ بر جزیره سیسیل حاکم بود. پایتخت آن بلرم (پالرمو) بود که در این دوره به مرکز فرهنگی و سیاسی عمده جهان اسلام تبدیل شد.
در سال‌ها ۸۳۱ تا ۹۰۹ ایالتی از امارت اغلبیانِ افریقیه و در سال‌ها ۹۰۹ تا ۹۴۸ ایالتی از خلافت فاطمی بود. پس از ۹۴۸ تحت فرمان بنی کلب به صورت امارت خودمختار حکومت می‌شد و پس از ۱۰۴۴ امیرهای مختلفی در جنگ برای حکومت بر این جزیره بودند.

## تاریخچه حضور مسلمانان

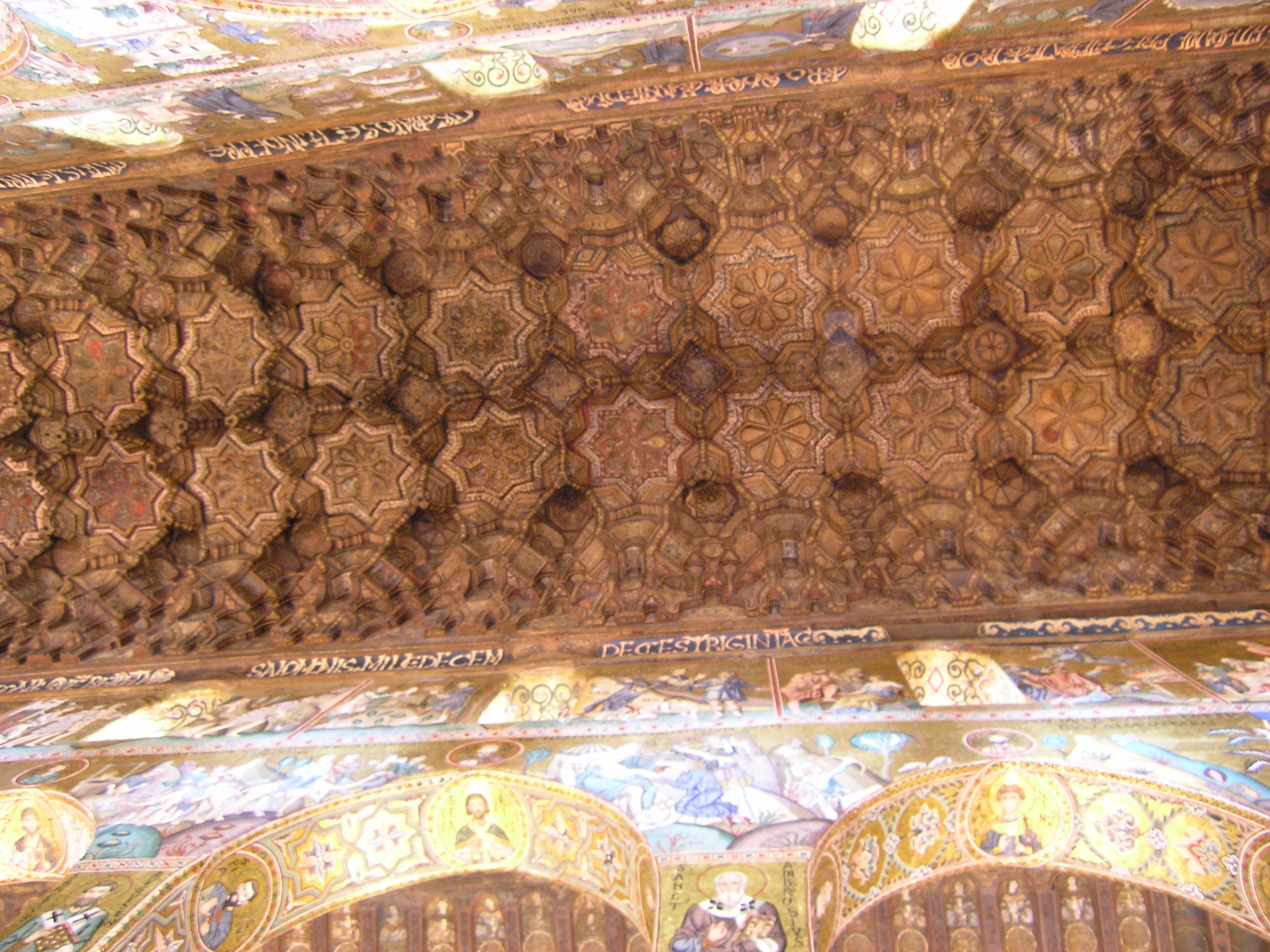

حضور مسلمانان در جزیره به‌طور متناوب از قرن ششم میلادی و سالهای اول اسلام آغاز گردید. در دوران خلافت اسماعیل منصور از رهبران اسماعیلی فاطمیان، وی حسن الکلبی را بعنوان امیر منطقه سیسیل منصوب کرد. وی توانست به‌خوبی شورش‌های بیزانسی‌ها را کنترل و سلسله بنی‌کلب را بنیان نهد.

## اقدامات و آثار

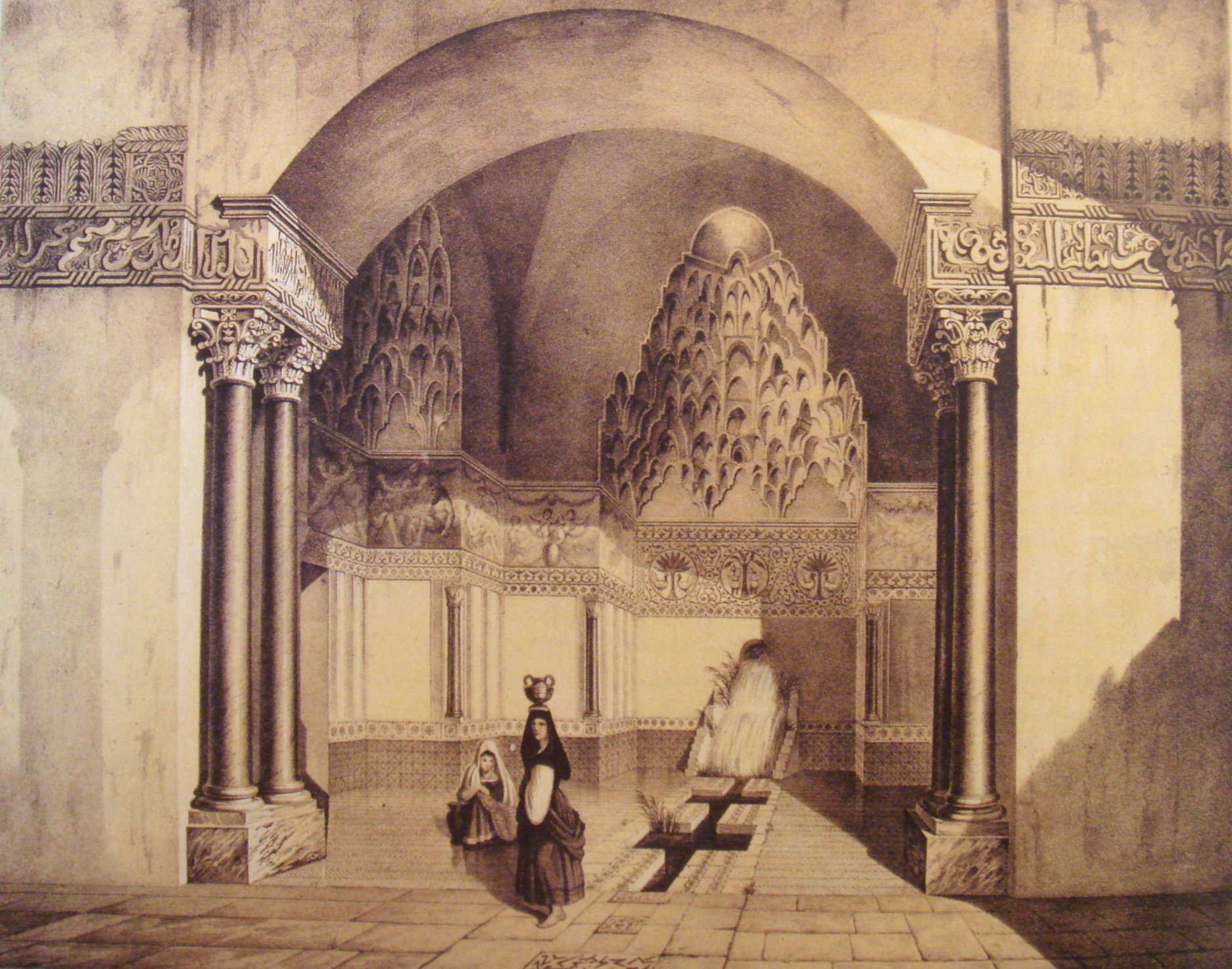

اصلاحات صورت گرفته توسط مسلمانان در این منطقه به افزایش بهره‌وری در زمین‌های زراعی انجامید. آنان همچنین سیستم آبیاری مزارع را بهبود بخشیدند. بهترین توصیف دربارهٔ وضعیت سیسیل در این دوران در آثار ابن حوقل جغرافیدان مسلمان که از جزیره بازدید داشته‌است، آمده.